# 中野隆次

## 来歴
1962年大阪府立堺工業高等学校機械科卒業。同年、農機具メーカーの下請け加工部門として株式会社中野鉄工所から独立、別会社の責任者として従事。1967年近畿大学理工学部２部機械工学科卒業。同年、株式会社中野鉄工所に入社。1987年代表取締役社長に就任。2002年世界初の“自転車用タイヤ自動空気補充装置エアハブ”を発明。海外特許12カ国取得する。2005年経済産業省のものづくり日本大賞の経済産業大臣賞を受賞。2006年中小企業庁「元気なものづくり中小企業300社」に選ばれる。